# Gare de Perus
La gare de Perus (en portugais Estação Perus) est une gare ferroviaire de la ligne 7 (Rubis) de la Companhia Paulista de Trens Metropolitanos (CTPM). Elle est située Travessa Cambaratiba dans le quartier de Perus à São Paulo, au Brésil.

## Situation ferroviaire

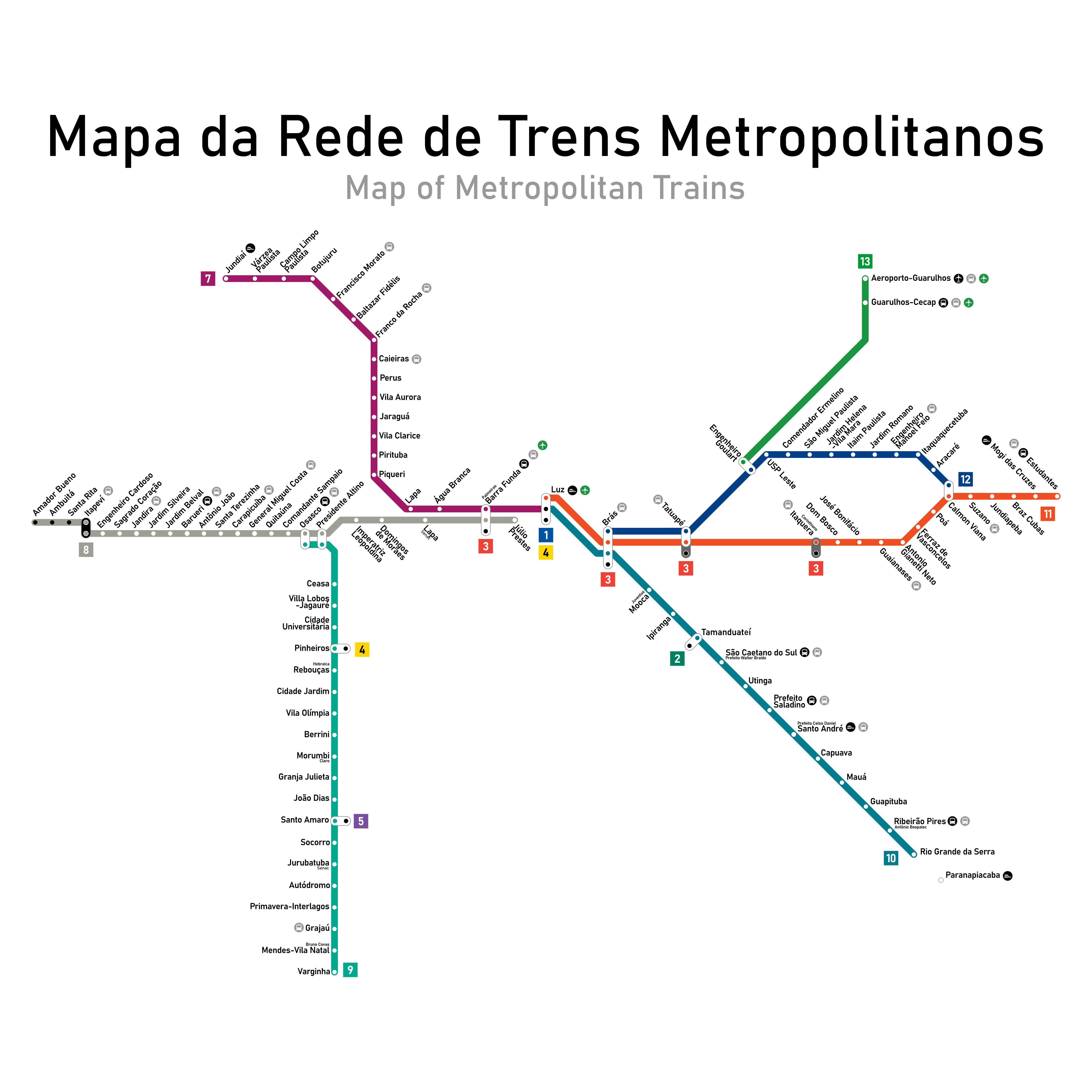
Plan des lignes de la CPTM (2020).

Établie à 737 mètres d'altitude, la gare de Perus est située sur la ligne 7 (Rubis) de la Companhia Paulista de Trens Metropolitanos (CTPM), entre la gare de Vila Aurora, en direction de la gare terminus de Brás, et la gare de Caieiras, en direction de la gare terminus de Jundiaí. 

## Histoire
La gare de Perus est mise en service le 16 février 1867, par le São Paulo Railway (SPR), lors de l'inauguration de la première ligne de chemin de fer de São Paulo reliant Santos et Jundiaí.
La gare subit deux accidents ferroviaires : le 21 mars 1969 Acidente ferroviário de Perus (1969) (pt) ; et le 28 juillet 2000 Acidente na estação Perus (pt).

## Patrimoine ferroviaire
Le bâtiment d'origine de la gare est le seul exemple restant des stations pionnières du São Paulo Railway (SPR), et son architecture est caractéristique du standard anglais de l'architecture ferroviaire et de l'introduction de nouvelles techniques de construction, avec ses principales structures préservées. Il est répertorié par Conselho de Defesa do Patrimônio Histórico (Condephaat) le 8 novembre 2011.